# هانك آزاريا
ألبرت هنري «هانك ازاريا بالانجليزيه»Hank Azaria«(ولد في 25 أبريل 1964) هو ممثل اميركي يهودي عمل في السينما والتلفزيون وممثل مسرحي وهوا أحد العناصر الرئيسية الفعاله في المسلسل الكرتوني الشهير ذا سيبمسون عائلة سيمبسون عن حياة اسره امريكيه تنتمي للطبقه العاملة في اطار كوميدي ساخر من الأوضاع الإمريكية في كافه المجالات» ويؤدي هانك اصوات كل من مو moi والضابط ويجام Wiggum وصاحب السوبر ماركت من اصول شرقيه اوسطيه ويسمي أبو نحاس Apu Nahas الذي يقال له في المسلسل «أبو»
زادت شهرة هانك ازاريا مع الاشتراك في أفلام مثل جودزيلا Godzilla و The Birdcage وAlong Came Polly ومعروف عن هانك ازاريا موهبته الكوميديه الكبيرة لكنه عمل في السنوات الأخيرة في أعمال دراميه مثل Tuesdays With Morrie وUprising
هانك تزوج من الممثلة الإمريكية «هيلين هنت» فترة 1990 _2000
وقد فاز باربع جوائز إيمي وجائزة نقابه ممثلي الشاشة

## روابط خارجية
- هانك آزاريا على موقع IMDb (الإنجليزية)
- هانك آزاريا على موقع ميتاكريتيك (الإنجليزية)
- هانك آزاريا على موقع روتن توميتوز (الإنجليزية)
- هانك آزاريا على موقع قاعدة بيانات الأفلام العربية
- هانك آزاريا على موقع ألو سيني (الفرنسية)
- هانك آزاريا على موقع ميوزك برينز (الإنجليزية)
- هانك آزاريا على موقع تيرنر كلاسيك موفيز (الإنجليزية)
- هانك آزاريا على موقع أول موفي (الإنجليزية)
- هانك آزاريا على موقع قاعدة بيانات برودواي على الإنترنت (الإنجليزية)
- هانك آزاريا على موقع قاعدة بيانات الأفلام السويدية (السويدية)